# 早川友基
早川 友基（はやかわ ともき、1999年3月3日 - ）は、神奈川県出身のプロサッカー選手。Jリーグ・鹿島アントラーズ所属。ポジションはゴールキーパー（GK）。日本代表。

## 来歴
小・中学生時は横浜F・マリノスの育成組織、プライマリーとジュニアユースでプレーしたが、ユースには昇格できずに桐蔭学園高等学校に進学。卒業後は明治大学に進学しサッカー部でプレー。
2021年より鹿島アントラーズに加入することが、2020年6月に発表された。同期入団の常本佳吾は、マリノス育成組織、大学でもチームメイトだった。2021年6月16日の天皇杯2回戦Y.S.C.C.横浜戦で公式戦初出場を果たした。
2022年9月16日、クォン・スンテや沖悠哉らを抑えて第30節のサガン鳥栖戦で先発に抜擢。J1初先発を飾った。以降はレギュラーに定着し、シーズン終了までゴールを守った。
2023年、正GKとして最後尾に君臨。シーズン全試合フル出場を果たした。
2024年、引退したスンテから引き継ぐ形で、背番号を1へ変更した。2シーズン連続のリーグ戦全試合フル出場を果たす。
2025年、選手会長に就任する。

### 代表
2025年7月、EAFF E-1サッカー選手権2025決勝大会に臨む日本代表メンバーに初選出。

## 所属クラブ
- 横浜F・マリノスプライマリー
- 2011年 - 2013年 横浜F・マリノスジュニアユース
- 2014年 - 2016年 桐蔭学園高等学校
- 2017年 - 2020年 明治大学
- 2021年 -  鹿島アントラーズ

## 個人成績
| 国内大会個人成績 | 国内大会個人成績 | 国内大会個人成績 | 国内大会個人成績 | 国内大会個人成績 | 国内大会個人成績 | 国内大会個人成績 | 国内大会個人成績 | 国内大会個人成績 | 国内大会個人成績 | 国内大会個人成績 | 国内大会個人成績 |
| 年度             | クラブ           | 背番号           | リーグ           | リーグ戦         | リーグ戦         | リーグ杯         | リーグ杯         | オープン杯       | オープン杯       | 期間通算         | 期間通算         |
| 年度             | クラブ           | 背番号           | リーグ           | 出場             | 得点             | 出場             | 得点             | 出場             | 得点             | 出場             | 得点             |
| 日本             | 日本             | 日本             | 日本             | リーグ戦         | リーグ戦         | リーグ杯         | リーグ杯         | 天皇杯           | 天皇杯           | 期間通算         | 期間通算         |
| ---------------- | ---------------- | ---------------- | ---------------- | ---------------- | ---------------- | ---------------- | ---------------- | ---------------- | ---------------- | ---------------- | ---------------- |
| 2021             | 鹿島             | 29               | J1               | 0                | 0                | 0                | 0                | 1                | 0                | 1                | 0                |
| 2022             | 鹿島             | 29               | J1               | 5                | 0                | 0                | 0                | 0                | 0                | 5                | 0                |
| 2023             | 鹿島             | 29               | J1               | 34               | 0                | 2                | 0                | 0                | 0                | 36               | 0                |
| 2024             | 鹿島             | 1                | J1               | 38               | 0                | 2                | 0                | 2                | 0                | 42               | 0                |
| 2025             | 鹿島             | 1                | J1               |                  |                  |                  |                  |                  |                  |                  |                  |
| 通算             | 日本             | 日本             | J1               | 77               | 0                | 4                | 0                | 3                | 0                | 84               | 0                |
| 総通算           | 総通算           | 総通算           | 総通算           | 77               | 0                | 4                | 0                | 3                | 0                | 84               | 0                |

出場歴
- Jリーグ初出場 - 2022年9月16日 J1第30節 サガン鳥栖戦 (駅前不動産スタジアム)

## タイトル

### クラブ
明治大学
- 関東大学サッカーリーグ戦：2回（2019年、2020年）

### 代表
- EAFF E-1サッカー選手権：1回（2025年）

### 個人
- 関東大学サッカーリーグ戦・ベストイレブン：2回（2019年、2020年）[8][9]

## 選抜・代表歴
- 関東大学選抜A
  - デンソーカップ（2020年）
- 日本代表
  - EAFF E-1サッカー選手権（2025年）

### 試合数
- 国際Aマッチ 1試合 0得点（2025年 - ）

| 日本代表 | 国際Aマッチ | 国際Aマッチ |
| 年       | 出場        | 得点        |
| -------- | ----------- | ----------- |
| 2025     | 1           | 0           |
| 通算     | 1           | 0           |

### 出場
| No. | 開催日        | 開催都市 | スタジアム         | 対戦国 | 結果 | 監督   | 大会                       |
| --- | ------------- | -------- | ------------------ | ------ | ---- | ------ | -------------------------- |
| 1.  | 2025年7月12日 | 龍仁     | 龍仁ミルスタジアム | 中国   | ○2-0 | 森保一 | EAFF E-1サッカー選手権2025 |